# Елбулактамак
Елбулактамак (баш. Йылболаҡтамаҡ) — село в Бижбулякском районе Республики Башкортостан Российской Федерации. Административный центр Елбулактамакского сельсовета.

## География
Село находится в месте впадения реки Ключевки в реку Дёма.

### Географическое положение
Расстояние до:
- районного центра (Бижбуляк): 23 км,
- ближайшей ж/д станции (Приютово): 64 км.

## Население
| 2002 | 2009 | 2010 |
| ---- | ---- | ---- |
| 741  | ↘717 | ↘623 |

### Национальный состав
Согласно переписи 2002 года, преобладающие национальности — татары (56 %), башкиры (43 %).

## Религия
В селе есть мечеть «Кияметдин».